# Літопис рецензій
«Літопис рецензій» — державний бібліографічний покажчик України, видання Книжкової палати України. 

## Історія
Для вдосконалення системи бібліографічної реєстрації, Книжкова палата УРСР розпочала у 1935 році реєструвати рецензії і видавати «Літопис рецензій». 
Видання виходило щомісяця. З 1936 по 1939 рік, і з 1948 по 1953 як «Літопис друку. Рецензії», з 1940 по 1941 — «Бібліографія рецензій», з 1954 — початкова назва. 
Матеріали за 1935 рік опубліковані у 1936 році як «Літопис рецензій (I, II півріччя)». 
З 1942 по 1947, і з 1991 по 1995 «Літопис» не видавали, видання відновили у 1996 році у серії «Національна бібліографія України», до 2015 випускали раз на рік. 
З 2016 інформацію про рецензії розміщують окремим розділом у покажчику «Літопис журнальних статей» двічі на рік.

## Опис
«Літопис рецензій» уміщував інформацію про рецензії та критичні матеріали на твори друку з усіх галузей знань, видані як в Україні, так і за кордоном. Також містив описи рецензій, опублікованих в українських журналах, періодичних і продовжуваних збірниках, газетах. Бібліографічний запис складено з 2 частин: бібліографічний опис рецензованого видання та бібліоопис рецензії. 
У кожному випуску подано допоміжні покажчики: 
- іменний покажчик авторів і редакторів рецензованих видань;
- іменний покажчик авторів рецензій;
- покажчик назв рецензованих видань; список періодичних видань, рецензії з яких уміщено в покажчику.

Тираж у 2015/2016 — 30 примірників. Головний редактор — М. Сенченко (з 2013 року).